# Porcelana

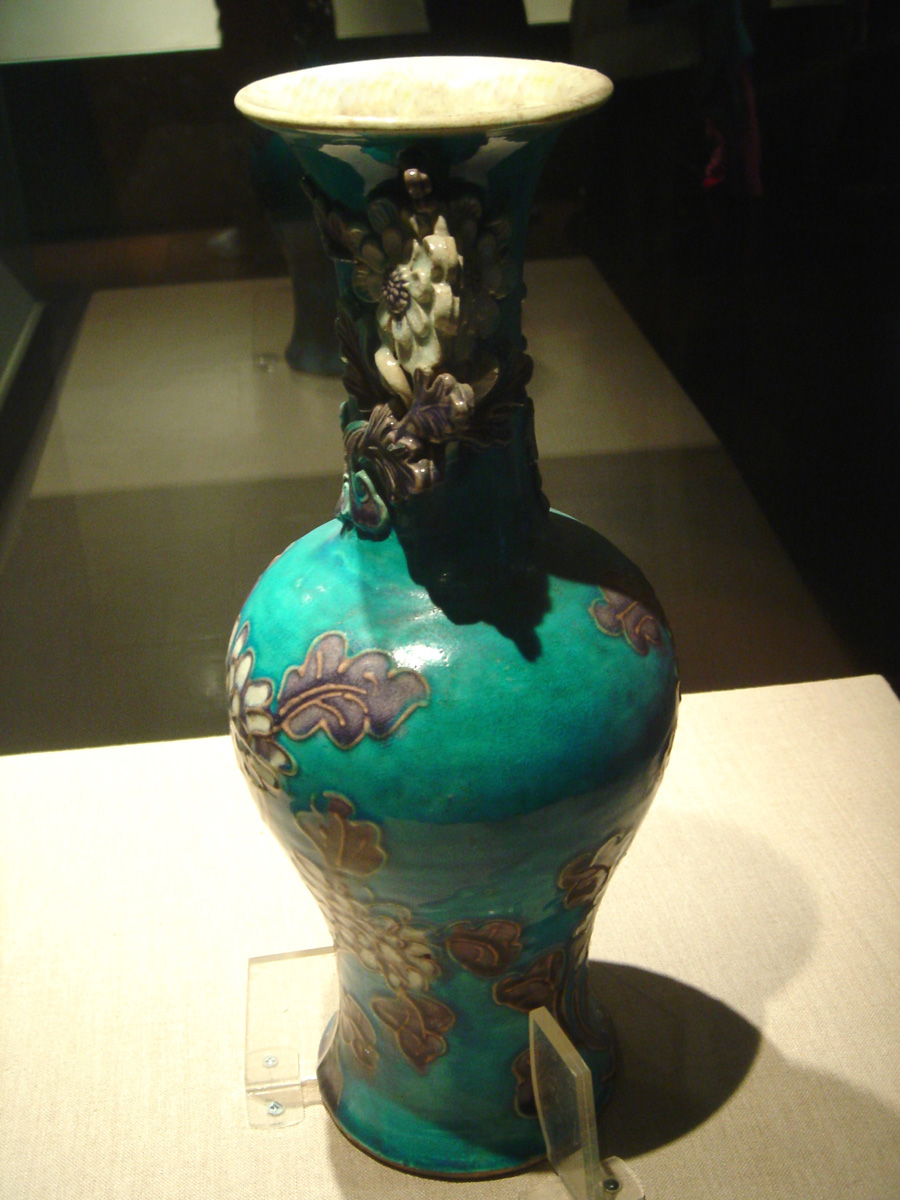
Chiński wazon z porcelany, dynastia Ming, 1368-1644

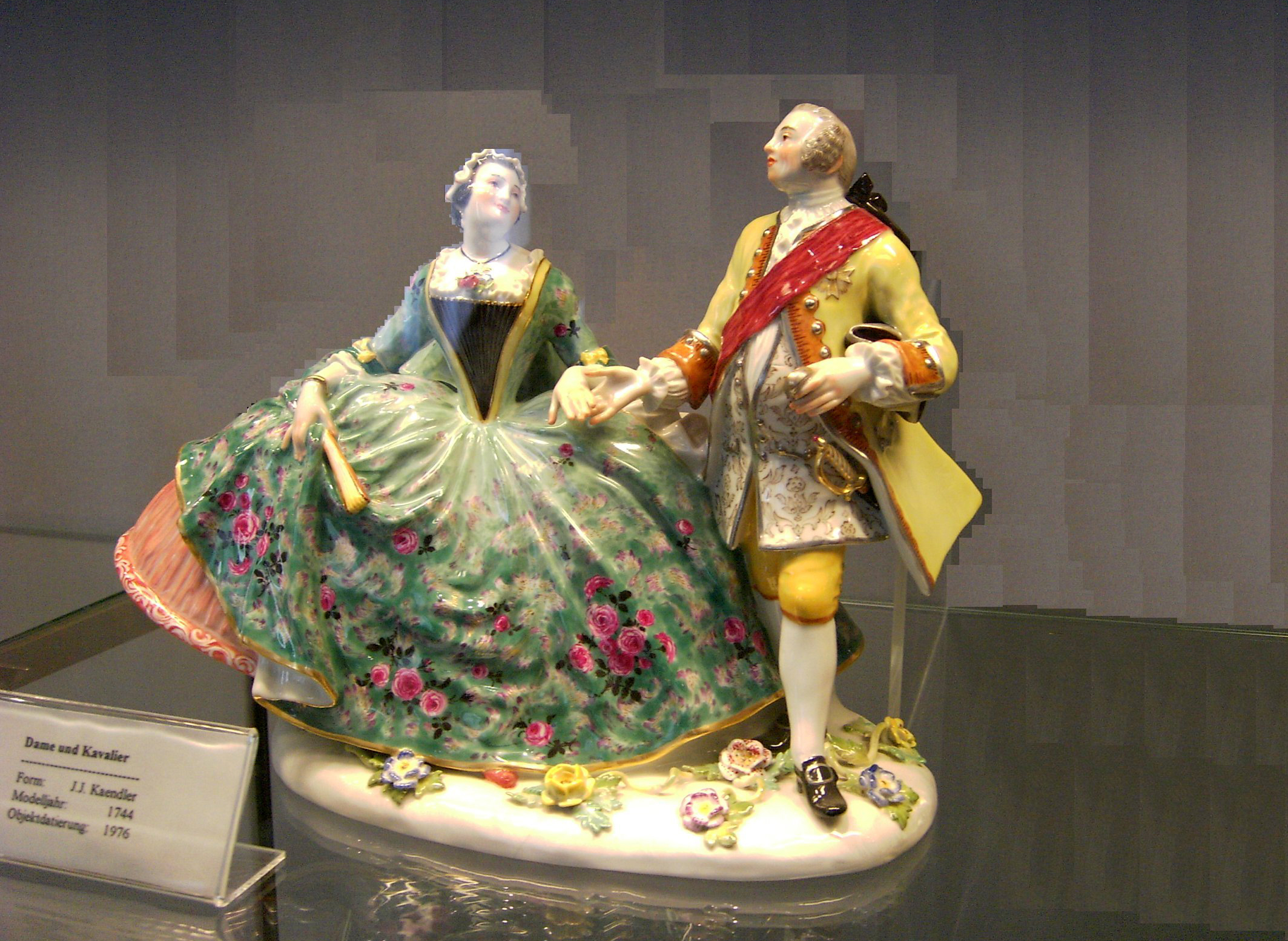
Figurki z miśnieńskiej porcelany

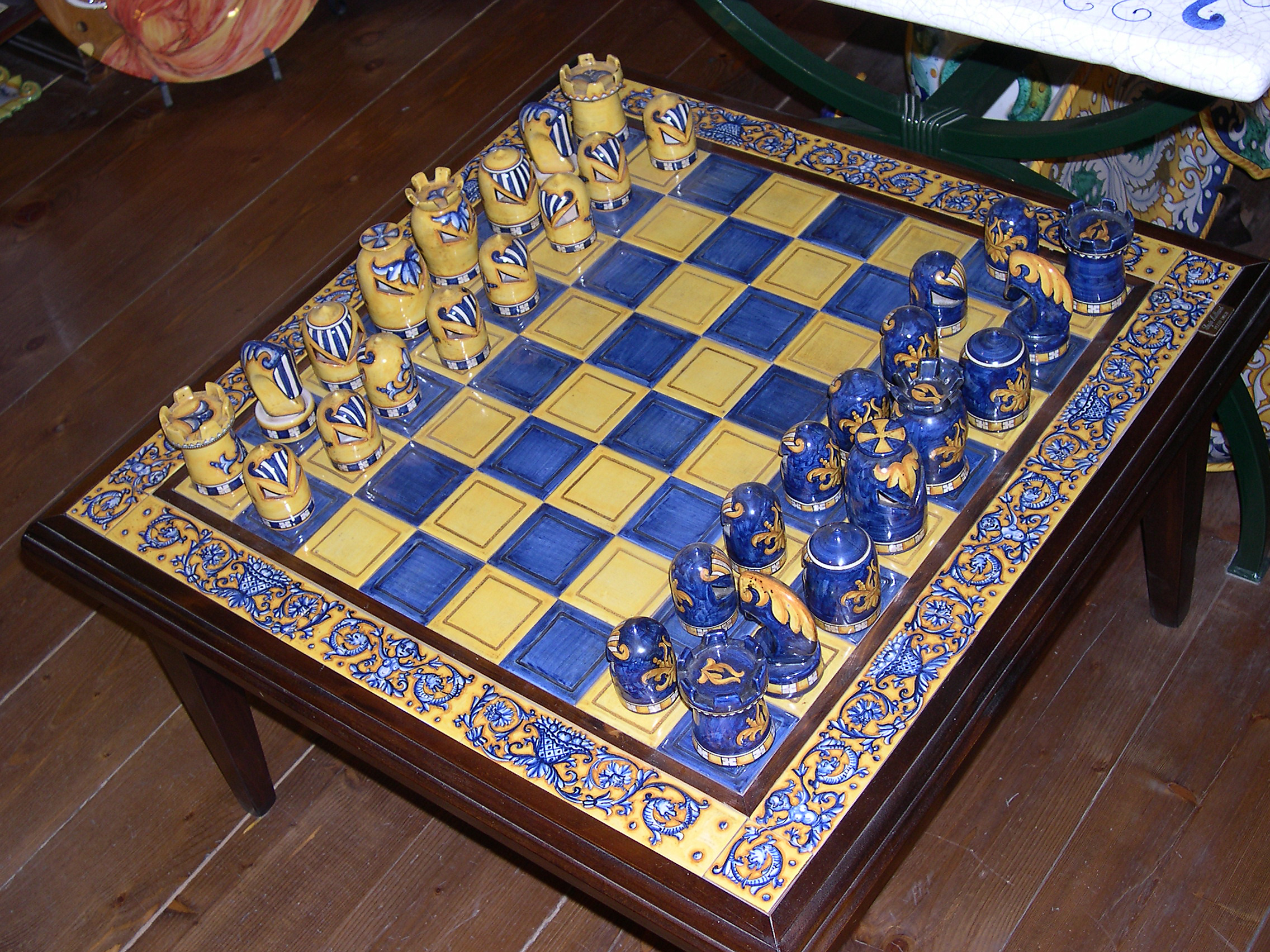
Porcelanowy zestaw szachowy

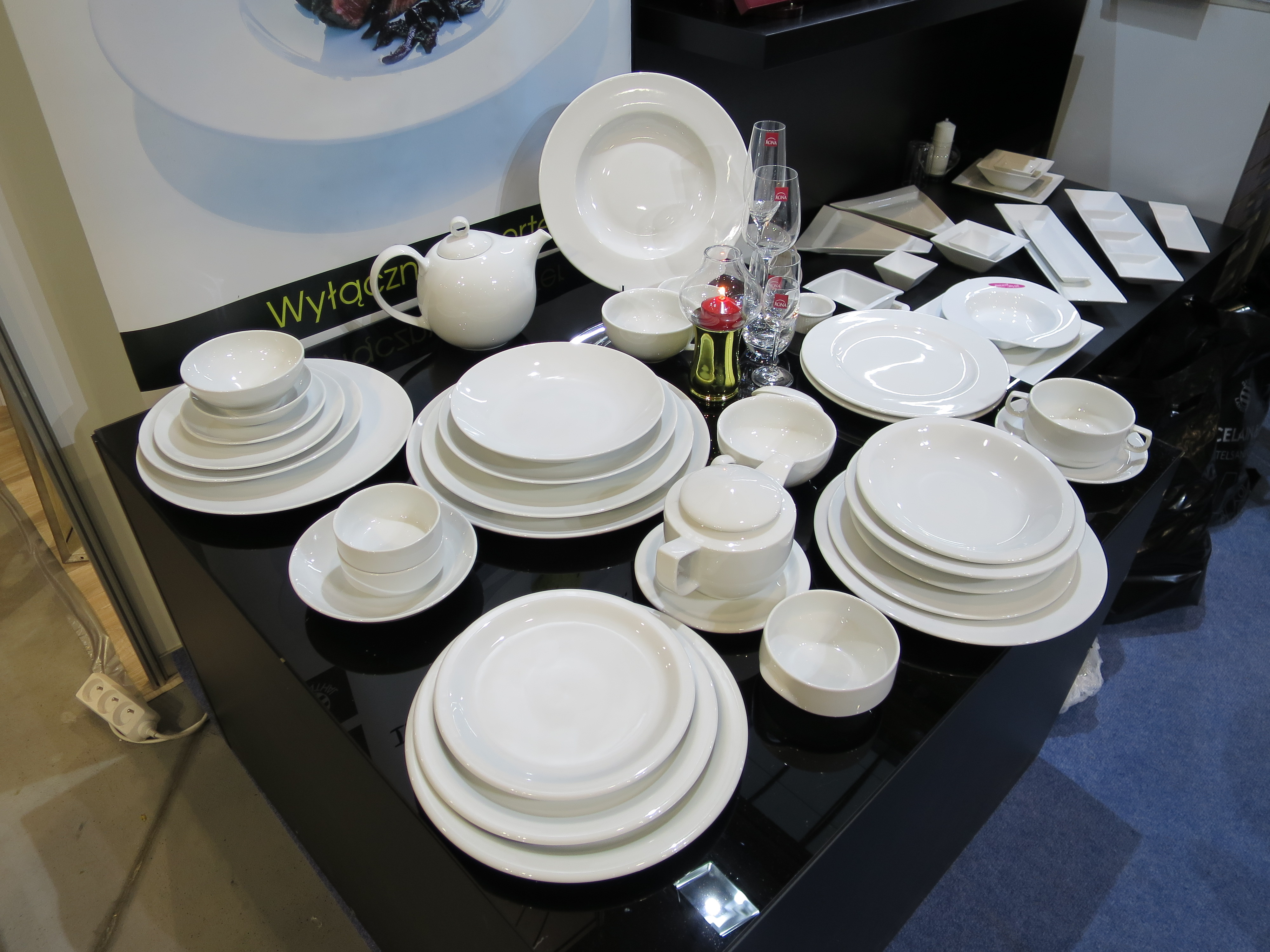
Naczynia porcelanowe

Porcelana – rodzaj białej, przeświecającej ceramiki wysokiej jakości, wynaleziona w Chinach w VII wieku. Porcelana jest wytwarzana z mieszanki glinki kaolinowej ze skaleniem i kwarcem poprzez wypalanie uformowanych wyrobów w temperaturze od 920–980 °C (wyroby nieszkliwione, tzw. biskwit) aż do 1280–1460 °C (wyroby szkliwione). Charakteryzuje się niską nasiąkliwością, bardzo dobrymi właściwościami dielektrycznymi, dużą wytrzymałością mechaniczną, wysoką odpornością na działanie czynników chemicznych i nieprzepuszczalnością dla cieczy i gazów.
W technice używana jako materiał na nisko- i wysokonapięciowe izolatory, sprzęt laboratoryjny oraz jako wyroby gospodarstwa domowego.
Rozróżnia się ceramikę twardą (o składzie: 40–60% kaolinu, 20–30% skalenia, 20–30% kwarcu) i miękką (25–40% kaolinu, 25–40% skalenia, 30–45% kwarcu).
W Europie technologię produkcji porcelany wynalazł w pocz. XVIII w. Ehrenfried Walther von Tschirnhaus. Po jego śmierci prace kontynuował w Dreźnie i Miśni jego uczeń Johann Friedrich Böttger, alchemik elektora saskiego i króla Polski Augusta II Mocnego, kolekcjonera chińskiej porcelany. Böttger wyprodukował twardą białą porcelanę w 1709; od tego czasu datuje się produkcję porcelany europejskiej. Było to osiągnięcie bardzo ważne, także ze względu na rosnące w tamtym czasie zainteresowanie chińszczyzną. Porcelanę wyrabianą w Saksonii nazywano „białym złotem”, gdyż zastępowała złoto jako królewski podarunek, osiągając ceny porównywalne do kruszcu. Produkcja porcelany miśnieńskiej początkowo prowadzona była na małą skalę, pojedyncze egzemplarze traktowano jak dzieła sztuki. Dopiero pod koniec lat 20. XVIII w. stała się bardziej dostępna, ale i tak przez dłuższy czas porcelana ta była rozdawana, a nie sprzedawana.
Drugim ośrodkiem europejskiej produkcji porcelany była Wielka Brytania, gdzie w 1745 roku opracowano recepturę tzw. porcelany kostnej.

## Polskie wytwórnie[2]

### Dawne
- Włocławek
- Manufaktura porcelany w Korcu
- Tomaszów Lubelski
- Baranówka
- Horodnica – później radziecka i ukraińska, istnieje
- Huta Franciszka
- Emilczyn
- Dowbysz
- Barasze
- Bielotyn
- Kamienny Bród
- Chorowice
- Gorszki
- Tokarówka
- Romanów
- Pokaniewo
- Tułowice
- Wałbrzych (dawniej niemiecka)

### Aktualne
- Fabryka Porcelany AS Ćmielów (1991) w Ćmielowie; manufaktura porcelany zajmująca się ręczna produkcją kontynuująca tradycje Wytwórni Porcelany „Świt” w Ćmielowie, produkująca porcelanowe figurki ćmielowskie z lat 50. i 60. XX wieku (projekty Instytut Wzornictwa Przemysłowego w Warszawie, różową porcelanę oraz szmaragdową porcelanę.
- Zakłady Porcelany Stołowej „Lubiana” (1966) w Łubianie
- Polskie Fabryki Porcelany „Ćmielów” i „Chodzież”, utworzone w 2013 w Ćmielowie w wyniku połączenia przedsiębiorstw Zakłady Porcelany „Ćmielów” (1790) i Porcelana „Chodzież” (1852); są największym producentem porcelany stołowej w Europie.
- Zakłady Porcelany Stołowej „Karolina” (1860) w Jaworzynie Śląskiej
- Boguchwała Zakłady Porcelany Elektrotechnicznej ZAPEL S.A.
- Porcelana Bogucice (1922) w Katowicach